# Dremmen
Dremmen ist seit 1972 ein Stadtteil der Kreisstadt Heinsberg im Kreis Heinsberg und liegt im Regierungsbezirk Köln des Bundeslandes Nordrhein-Westfalen. Zu Dremmen gehören die Ortsteile Herb und Boverath.

## Geografie
Nachbarorte von Dremmen sind Hülhoven, Grebben im Nordwesten, Oberbruch im Norden, Porselen im Osten, Randerath im Südosten und Uetterath im Süden.

### Geologie
Durch die Lage am Rande des Rurtals ist die Landschaft um Dremmen herum von hügeligen Wiesen, Feldern und Waldstücken geprägt. In der Umgebung werden sowohl Sand als auch Kies abgebaut. 

### Gewässer
Die Rur fließt als größter Fluss im Kreis Heinsberg unweit bei Bleckden an Dremmen vorbei. Die häufigen Rur-Hochwasser der Rur bekommt man selbst in Oberbruch noch zu sehen bzw. zu spüren. Das Flüsschen Wurm begrenzt Dremmen im Nordosten beim Industriegebiet nach Hückelhoven hin. Der von Geilenkirchen-Rischden kommende kleine Wasserlauf verläuft heute im Ort unterirdisch.
In Herb gibt es einen Weiher des verschwundenen Herber Schlösschens.

## Geschichte

Wappen der früheren Gemeinde Dremmen

Im Mittelalter wurde ein Mühlengraben angelegt, der bei Randerath von der Wurm abzweigte. Er floss am Rande des Wurm- und Rurtales über Horst, Porselen, Dremmen und Schafhausen und trieb zahlreiche Wassermühlen an. Im Stadtgebiet von Heinsberg wurde er im Zweiten Weltkrieg zerstört (Januar 1945: Operation Blackcock) und später im Zuge der Elektrifizierung nicht wiederhergestellt. Dieser Kanal ermöglichte bzw. erleichterte es auch, landwirtschaftlich genutzte Flächen zu bewässern.
Die Geschichte der Pfarre St. Lambertus lässt sich bis ins 8. Jahrhundert zurückverfolgen. Die damalige Holzkirche brannte wahrscheinlich gegen Ende des 9. Jahrhunderts aus. Im 10./11. Jahrhundert errichtete man an gleicher Stelle eine kleine Saalkirche aus Stein. 1201 taucht in den Akten der Name des ältesten bekannten Pastors von Dremmen auf: „Nykolaus pastor in drumme“. Die Saalkirche wurde mehrfach umgebaut und erweitert (gotische Choranbauten, Seitenschiffe, gotischer Backsteinturm 1515). 1716 brannte sie vollständig aus; nach 1721 baute man eine neue. Ab 1760 erschien die Kirche zu klein; Anfang des 19. Jahrhunderts (Franzosenzeit) galt sie als baufällig. 1834 wurde das Kirchenschiff abgebrochen (der Turm blieb stehen) und ein dreischiffiger Raum in klassizistischem Stil errichtet; 1835 wurde er eingeweiht. Der Altar und der moderne Kreuzweg stammen aus dem Jahre 1981, das große Wandgemälde im Chorraum aus 1993. Der Orgelprospekt stammt aus 1836; er beherbergt eine Orgel der Nachkriegszeit mit zwei Manualen und 24 Registern. Im Turm hängen fünf Glocken aus 1953 mit den Schlagtönen b0 - c' - es' - f' - g'.
Im Ortsteil Herb befindet sich die Herber Kapelle. Vom früheren Haus Herb ist nur ein Teil des Weihers erhalten.
Die 1890 errichtete Bahnstrecke Heinsberg–Lindern („Wurmtalbahn“) läuft auch an Dremmen vorbei. Der dortige Bahnhof wurde nach Aufgabe des Personenverkehrs 1980 aufgelassen.
Am 1. Januar 1969 wurde Dremmen nach Oberbruch-Dremmen eingemeindet. Seit dem 1. Januar 1972 gehört Dremmen zu Heinsberg.
Im Oktober 2007 wurde der Ortskern vor der Kirche neu gestaltet. Gehwege wurden verbreitert, Straßen wurden schmaler und Straßenanschlüsse wurden verändert. Fußgängerflächen wurden dekorativ gepflastert und durch Grünanlagen und kleine Mauern von der Fahrbahn getrennt. Es gibt Außengastronomie; der Ortskern wird auch „Piazza“ genannt.
Seit 2013 ist Dremmen wieder an das Schienennetz angebunden.
Mittwochs findet in Dremmen ein Wochenmarkt statt.

## Kultur und Sehenswürdigkeiten

### Sehenswürdigkeiten
- Pfarrkirche St. Lambertus

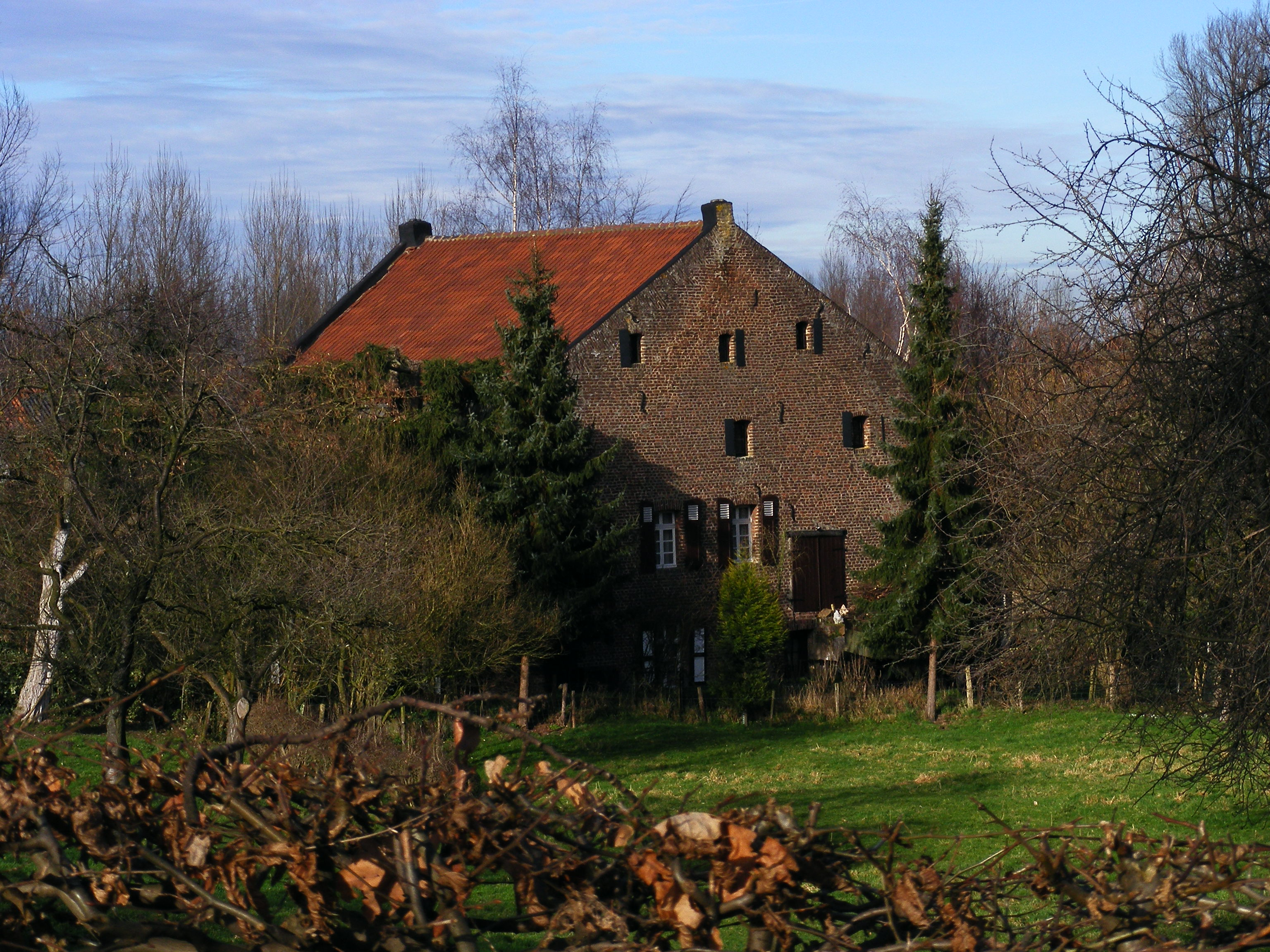
Alte Talmühle (Wassermühle) in Dremmen

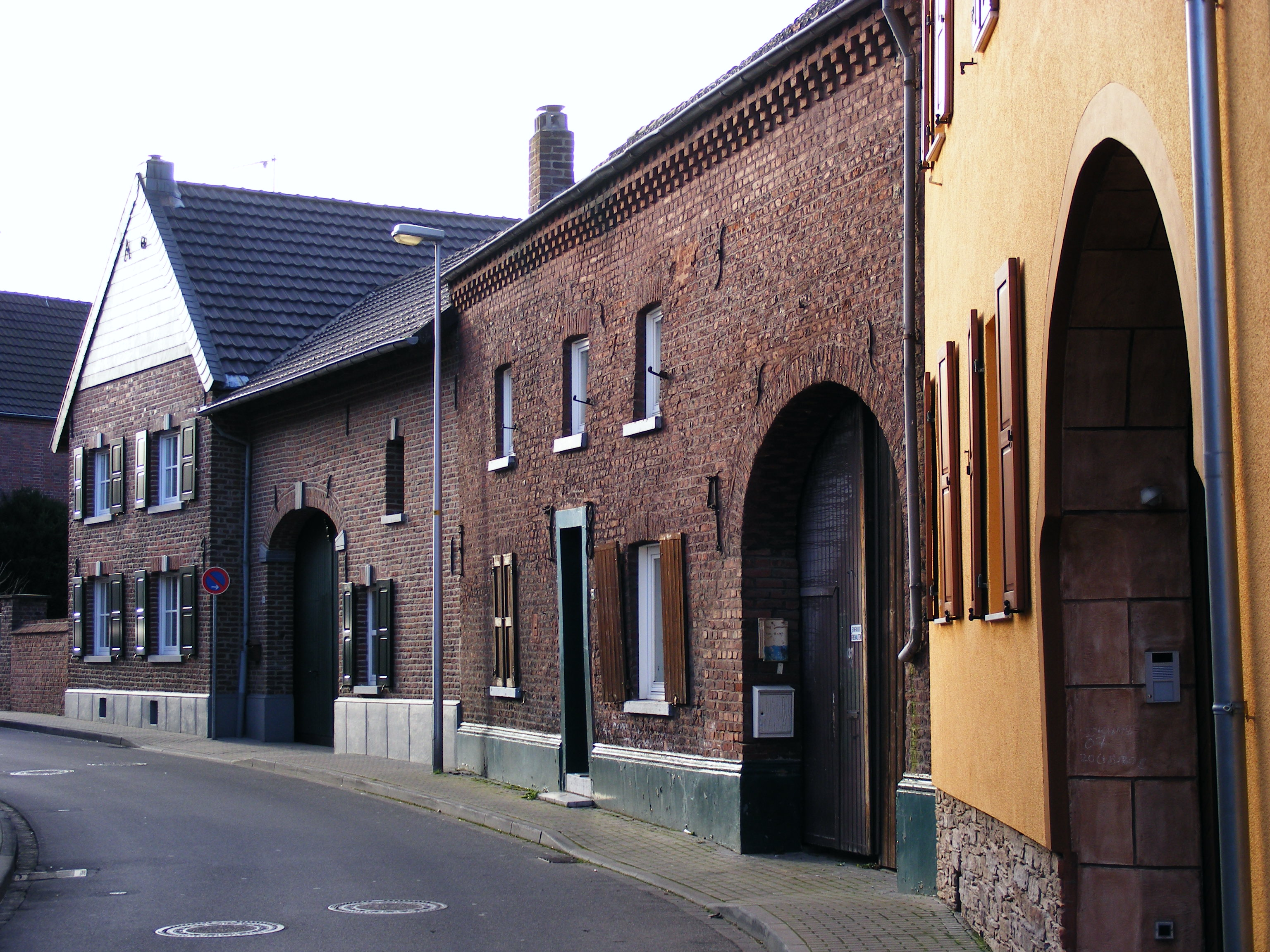
Alte Bauernhäuser in der Jägerstraße in Dremmen

- Marienkloster mit Mariengrotte, Kapelle und Park mit Fischteich
- Jägerstraße mit alten Bauernhäusern
- Talmühle
- Herber Kapelle

### Denkmäler
- Schusterdenkmal (Bronzefigur)
- Stele mit Wappen des Schöffengerichtes Dremmen von 1559
- Alter Mühlstein der Mühle Lieck/Heitzer
- Mühlsteine der alten Talmühle
- Friedenskreuz von 1947
- Heiligenhäuschen in der Gracht (zu Boverath)

## Infrastruktur und Wirtschaft

### Bildung
Zur Zeit des angehenden 17. Jahrhunderts war Bildung in Dremmen noch stark mit der örtlichen Geistlichkeit verbunden. So wurde am 10. Oktober 1659 als „Reverendus Dominus“ betitelt der „Ehrwurdige und Wollgelehrte Herr“ und „Custode et Ludimagister“ (Küster und Lehrer) Peter Buchels in Dremmen zu Grabe getragen.
In der folgenden Liste sind die ältesten bekannten Lehrer und Küster aus Dremmen aufgeführt:
- ? – 1623 Johannes Tonsorius (Nachname auch: Rule)
- 1623 – 1659 Peter Buchels (Nachname auch: Gladbach, nach seinem Herkunftsort) wurde um 1590 in „Gladbach“ geboren und am 10. November 1659 in Dremmen beerdigt. Er heiratete Elisabeth Geisen aus Randerath.
- 1659 – 1673 Wilhelm Buchels, ein Sohn Peter Buchels, wurde vor 1637 in Dremmen geboren und starb am 13. September 1673. Er heiratete am 9. Oktober 1657 Agnes Richter aus Dremmen.

Danach wurde das Amt des geistlichen Küsters und des weltlichen Lehrers geteilt. Dies ist die Folge der weiteren Schulmeister von Dremmen:
- 1673 – 1703/04 Peter Buchels der Jüngere, ein Sohn Wilhelm Büchels. Peter Buchels der Jüngere wurde am 14. Juli 1658 in Dremmen getauft und starb 1703 oder 1704. Er heiratete am 30. Oktober 1680 Margaretha Meybaum aus Dremmen.
- 1703/04 – 1724 Johann Wilhelm Jansen
- 1724 – 1758 Johann Jakob Faßbender (gestorben im Alter von 32 Jahren)
- 1758 – 1797 Peter Vorsprichs

Im ehemaligen Marienkloster war früher ein Kindergarten. Dieser liegt heute neben der „neuen Grundschule“. Die alte Grundschule – Volksschule – war auf dem heutigen Kirmesplatz; sie wurde nach dem Kriegsende abgebrochen.

### Verkehr

#### Schiene

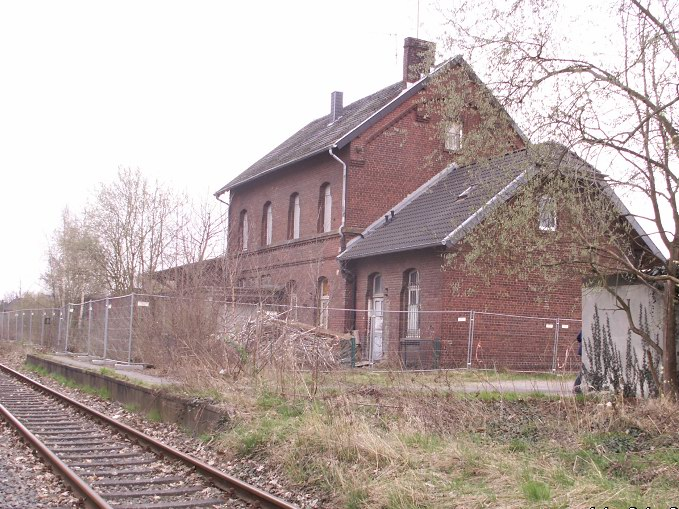
Das ehemalige Bahnhofsgebäude Dremmens

Dremmen liegt an der Bahnstrecke Lindern–Heinsberg (Rheinl) und wird im Personenverkehr im Verlauf der Regionalbahnlinie RB33 Rhein-Niers-Bahn bedient. Von Mönchengladbach aus kommend muss der Fahrgast in Geilenkirchen-Lindern umsteigen um nach Dremmen zu gelangen. Das Empfangsgebäude des früheren Dremmener Bahnhofs der ehemals Deutschen Bundesbahn steht leer und wird momentan abgerissen, um Platz für Neubauten zu schaffen.
| Linie | Verlauf | Takt   |
| ----- | --- | ------ |
| RB 33 | Rhein-Niers-Bahn: Heinsberg (Rheinl) – Heinsberg Kreishaus – Heinsberg-Oberbruch – Heinsberg-Dremmen – Heinsberg-Porselen – Heinsberg-Horst – Heinsberg-Randerath – Lindern – Geilenkirchen – Übach-Palenberg – Herzogenrath – Kohlscheid – Aachen West – Aachen Schanz – Aachen Hbf Stand: Fahrplanwechsel Juni 2022 | 60 min |

#### Straße
Dremmen ist neben der BAB 46 an die B 221 angebunden.
Durch Dremmen verlaufen die Buslinien 401 (Wochenende), 402, 492 und 493, welche auf unterschiedlichen Routen Dremmen mit Heinsberg, Lindern, Erkelenz und Hückelhoven verbinden. Abends und am Wochenende kann außerdem der MultiBus angefordert werden.
| Linie | Verlauf |
| ----- | --- |
| 401   | Erkelenz Bf – Erkelenz ZOB – Scheidt – Granterath – Hetzerath – Doveren – Hückelhoven – Schaufenberg – Ratheim – (Dremmen Bf –) Oberbruch – Grebben – Heinsberg Kreishaus – Heinsberg Busbf                                  |
| 402   | (Erkelenz ZOB → Erkelenz Süd →) / (Erkelenz Bf ← Erkelenz Süd ←) Granterath – Baal Kirche – Baal Bf – Doveren – Hückelhoven – Millich – Ratheim – Dremmen Bf – Oberbruch – Grebben – (Heinsberg Kreishaus –) Heinsberg Busbf |
| 492   | (Oberbruch –) Dremmen Bf – Uetterath – Randerath Bf – Himmerich – Hilfarth |
| 493   | Heinsberg Busbf – (Heinsberg Kreishaus –) Schafhausen – Eschweiler – Grebben – Oberbruch – Hülhoven – Dremmen – (Dremmen Bf –) Porselen – Horst – Randerath – (Lindern Linnicher Str. ←) Lindern Bf – Linnich-SIG Combibloc  |

### Wirtschaft
Es gab zwei Mühlen im Ort. Die Liecker Mühle wurde vor einigen Jahren zugunsten eines Neubaugebietes abgerissen.
Schon früh gab es in Dremmen Schuh- und Korbmacher. Die Tante-Emma-Läden schlossen nach und nach; ein Supermarkt eröffnete. Seit Frühjahr 2015 findet in Dremmen jeden Mittwoch ein Wochenmarkt auf dem Vorplatz der Mehrzweckhalle statt.
Ein Gewerbegebiet mit eigenem Anschluss an die BAB 46 entstand. Nach der Anbindung an die Bahnstrecke Heinsberg-Lindern im Jahr 1890 kam es zu einem Wirtschaftsaufschwung. 1980 wurde der planmäßige Personenverkehr eingestellt. 2013 wurde die Bahnstrecke reaktiviert.
Das Industrie- und Gewerbegebiet Dremmen ist eines der größten im Stadt- und Kreisgebiet; es wurde zuletzt 2013 erweitert (Düsseldorfer Straße).
Dremmen hat ein Hotel und ein Gästehaus.

### Kultur
Zahlreiche eigene Vereine bilden den Kern des Kulturlebens des Ortes. Für große Feste stehen die Mehrzweckhalle, der Waidbergplatz und der Kirmesplatz mit dem Festzelt sowie das Pfarrzentrum zur Verfügung. Auch in den Räumen der ortsansässigen Tanzschule & Eventlocation finden oft große Feierlichkeiten statt. Im Ort gibt es daneben ein Konzert-Café, in dem wöchentlich Jazz und Blueskonzerte stattfinden. Die beiden alten Dremmener Kinos sind geschlossen.

### Rheinischer Karneval
Dremmen ist bekannt für seinen (Straßen-)Karneval. Neben dem Altweibertreff ist vor allem der Rosenmontagszug über die Kreisgrenzen hinaus ein Begriff.

### Feste
Neben der Pfingst- und der Spätkirmes wird in Dremmen noch mehr gefeiert. So z. B. das Pfarrfest, Sommerfeste der Feuerwehr, des Marienklosters und des Kindergartens, das Martinsfest mit Martinsfeuer.
Jedes Jahr pilgern Angehörige der Pfarrgemeinde St. Lambertus Dremmen um niederrheinischen Kevelaer.

### Sport
Die Fußballer des TuS Rheinland Dremmen 1909 e. V. spielen in der Bezirksliga und tragen die Heimspiele in der Rheinlandkampfbahn aus. Daneben gibt es einen Ascheplatz, einen Bolzplatz, Tennisplätze, eine Mehrzweckhalle, zwei Kegelanlagen, einen Inlinekaterplatz, ein Lehrschwimmbad und einen Streetbasketballplatz.
Der TuS Rheinland bietet neben Fußball auch Tennis, Leichtathletik, Turnen, Ju-Jutsu und Schwimmen an.
Jährlich findet das Auto-Conen-Turnier statt, bei dem Fußballteams bis zur Oberliga vertreten sind. Zudem veranstaltet der TuS die Jugendsportwoche.
In der Tanzschule Ars Vivendi finden jährlich zwei große Tanzturniere statt, unter anderem die offiziellen „DAT Landesmeisterschaften NRW“.
Das Rehasportzentrum in der Jägerstraße ist das größte seiner Art im Kreisgebiet Heinsberg.

## Vereine
- Freiwillige Feuerwehr Dremmen
- Männergesangverein 1875 Dremmen
- Musikverein St. Josef Dremmen 1905
- Trommler- und Pfeiferkorps Dremmen 1920
- Verein der Heimatfreunde Dremmen
- Karnevalsgesellschaft „Drömmer Hahne“ e. V.
- Theaterverein
- Tennisclub Dremmen
- TuS Rheinland Dremmen 1909 (ca. 1000 Mitglieder) mit JuJutsu-Abteilung
- Kirchenchor St. Lambertus Dremmen 1856
- St. Sebastianus Schützenbruderschaft Dremmen
- Tanzsportclub Ars Vivendi e. V.
- Frauengemeinschaft

## Persönlichkeiten
- Theodor Esser (1899–1977), in Dremmen geborener Landtagsabgeordneter
- Vincent Heitzer (* 1979), Domkapellmeister am Kaiserdom zu Bamberg